# Lijst van munteenheden in het Verenigd Koninkrijk
Er zijn verschillende valuta's die in het Verenigd Koninkrijk, de Britse overzeese gebieden en Britse kroonbezittingen worden gebruikt. Deze lijst bevat alle valuta's die momenteel in omloop zijn.
| Gebied                                         | Munteenheid            | ISO 4217 code | Opmerking                                                                                        |
| ---------------------------------------------- | ---------------------- | ------------- | ------------------------------------------------------------------------------------------------ |
| Akrotiri en Dhekelia                           | Euro                   | EUR           |                                                                                                  |
| Anguilla                                       | Oost-Caribische dollar | XCD           |                                                                                                  |
| Ascension                                      | Sint-Heleens pond      | SHP           | Onofficieel ook de Amerikaanse dollar.                                                           |
| Bermuda                                        | Bermudaanse dollar     | BMD           | Onofficieel ook de Amerikaanse dollar.                                                           |
| Britse Maagdeneilanden                         | Amerikaanse dollar     | USD           |                                                                                                  |
| Brits Indische Oceaanterritorium               | Britse pond            | GBP           | Onofficieel ook de Amerikaanse dollar.                                                           |
| Engeland                                       | Britse pond            | GBP           |                                                                                                  |
| Falklandeilanden                               | Falklandeilands pond   | FKP           |                                                                                                  |
| Gibraltar                                      | Gibraltarees pond      | GIP           | Onofficieel ook de Euro.                                                                         |
| Guernsey                                       | Guernseypond           | GGP           |                                                                                                  |
| Jersey                                         | Jerseypond             | JEP           |                                                                                                  |
| Kaaimaneilanden                                | Kaaimaneilandse dollar | KYD           |                                                                                                  |
| Man                                            | Isle of Man-pond       | IMP           |                                                                                                  |
| Montserrat                                     | Oost-Caribische dollar | XCD           |                                                                                                  |
| Noord-Ierland                                  | Britse pond            | GBP           | Lokale Noord-Ierse bankbiljetten zijn in omloop.                                                 |
| Pitcairneilanden                               | Nieuw-Zeelandse dollar | NZD           | Onofficieel ook de Amerikaanse dollar en de Britse pond. Er worden ook lokale munten uitgegeven. |
| Schotland                                      | Britse pond            | GBP           | Lokale Schotse bankbiljetten zijn in omloop.                                                     |
| Sint-Helena                                    | Sint-Heleens pond      | SHP           |                                                                                                  |
| Tristan da Cunha                               | Sint-Heleens pond      | SHP           | Onofficieel ook de Amerikaanse dollar.                                                           |
| Turks- en Caicoseilanden                       | Amerikaanse dollar     | USD           | Onofficieel ook de Bahamaanse dollar.                                                            |
| Wales                                          | Britse pond            | GBP           |                                                                                                  |
| Zuid-Georgia en de Zuidelijke Sandwicheilanden | Falklandeilands pond   | FKP           |                                                                                                  |